# Justin Clinchant
Justin Clinchant, född 24 december 1820 och död 20 mars 1881, var en fransk militär.
Clinchant blev officer 1841, överste 1862 och general 1870. Efter att med utmärkelse ha deltagit i fälttågen i Algeriet 1847-52, i Italien 1859 och i Mexiko 1862 var Clinchant vid utbrottet av fransk-tyska kriget brigadchef och tillfångatog vid Metz men rymde och fick befälet över 20:e armékåren. 21 juli 1871 övertog han efter Charles Denis Bourbaki befälet över ostarmén men tvingades med denna in på schweiziskt område. Efter fredsslutet var Clinchant armékårchef och blev 1879 militärguvernör i Paris.